# Sonntakte
Sonntakte war eine öffentlich-rechtliche Hörfunksendung des Norddeutschen Rundfunks in Hamburg. Zu hören war sie an ehemals vier, später an zwei Sonntagen im Monat bei dem Hamburger Landesrundfunkprogramm NDR 90,3. Aufgezeichnet wurde die Sendung in einer öffentlichen Veranstaltung an Sonntagen um elf Uhr, ausgestrahlt am selben Tag abends ab 20:05 Uhr.
Inhaltlich bildete die Sendung das kulturelle Leben der Hansestadt Hamburg ab. Neben den vielfältigen künstlerischen Beiträgen wurden Interviews mit Gesprächspartnern aus der Kulturszene geführt. Musikalisch waren die Stilistiken Musical, Chanson, Operette, Oper und Rock'n Roll genauso vertreten wie maritime Musik, Swing, Jazz und auch Klassik (z. B. Jugend musiziert). Regelmäßig fanden auch hochdeutsche und plattdeutsche Lesungen statt. Erstmals zu hören war die Sendung im Mai 1986 bei der damaligen NDR Hamburg Welle 90,3 (heute NDR 90,3). Sie entstand in Zusammenarbeit mit der Hochschule für Musik und Theater Hamburg. In den ersten Jahren wurde die Sendung live aus dem Forum der Musikhochschule gesendet. Nach einigen Jahren zog die Sendung in das Rolf-Liebermann-Studio (früher Studio 10) des NDR um.
Zu den Moderatoren gehörte ab 1986 Friedhelm Mönter (1946–2009). Redaktionsleiter war Gerd Spiekermann. Zu den Künstlern, die mehrfach auftraten, gehörte Heidi Kabel, die Mönter und Spiekermann aus Anlass ihres 75, 80., 85. und 90. Geburtstags in der Sendung empfingen.
Die Sendung wurde Anfang Dezember 2010 aufgrund Kostenreduzierung eingestellt. Die letzte Aufzeichnung fand am 5. Dezember 2010 statt.